# Polina Súslova
Apolinaria «Polina» Prokófievna Súslova (en ruso: Аполлина́рия «Поли́на» Проко́фьевна Су́слова; Panino, 1839 – Sebastopol, 1918) fue una escritora rusa, quizás más conocida como la amante del escritor Fiódor Dostoyevski, esposa de Vasili Rózanov y hermana de la primera médica de Rusia Nadezhda Súslova y considerada como la modelo para varios personajes femeninos claves en las novelas de Dostoyevski, incluido el de Polina en El jugador, Nastasia Filípovna en El idiota, Liza en Los demonios, Dunia en Crimen y castigo, entre otros. Ha sido retratada a menudo como una mujer fatal y el propio Dostoyevski la llamó una de las mujeres más notables de su tiempo.
Sus propios trabajos literarios incluyen dos cuentos: Pokuda, publicado en la revista literaria Vremya («Tiempo») de Mijaíl Dostoyevski en 1861, y Do svadby (1863), y su autobiográfica Chuzhaya i Svoy, publicada en 1928.

## Biografía

### Infancia y estudios
Polina nació en la pequeña localidad rural de Panino en la gobernación de Nizhni Nóvgorod —en lo que en esa época era el Imperio ruso, actualmente situada en el óblast de Nizhni Nóvgorod en Rusia—, era la segunda de tres hijos. Su padre, Prokofi, y su madre, Anna, eran siervos de la familia Sheremete, pero Prokofi logró triunfar como comerciante y fabricante. Por lo que decidió a dar una educación adecuada a sus hijas, Polina (diminutivo del nombre de pila Apolinaria) y Nadezhda. En casa tenían una institutriz y una profesora de baile.

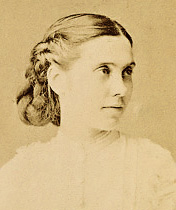
Súslova en 1867

Polina asistió a una escuela de perfeccionamiento y, cuando su familia se mudó a San Petersburgo, asistió a la Universidad Estatal de San Petersburgo. Le gustaba la lucha política, las manifestaciones y los mítines estudiantiles. Simpatizaba con las opiniones radicales de la época, especialmente en lo que se refería a los derechos de la mujer.
Liubov Dostoyévskaya, en su libro Vida de Dostoyevski por su hija, la describe como una joven provinciana cuyos «parientes ricos podían enviarle suficiente dinero para vivir cómodamente en San Petersburgo. Todos los otoños entraba en la universidad como estudiante, pero nunca estudiaba ni aprobaba ningún examen». Sin embargo, asistía a conferencias, coqueteaba con los estudiantes, … les hacía firmar peticiones, participaba en todas las manifestaciones políticas, … cantaba La Marsellesa, regañaba a los cosacos y se comportaba de forma provocativa.

### Relación con Fiódor Dostoyevski

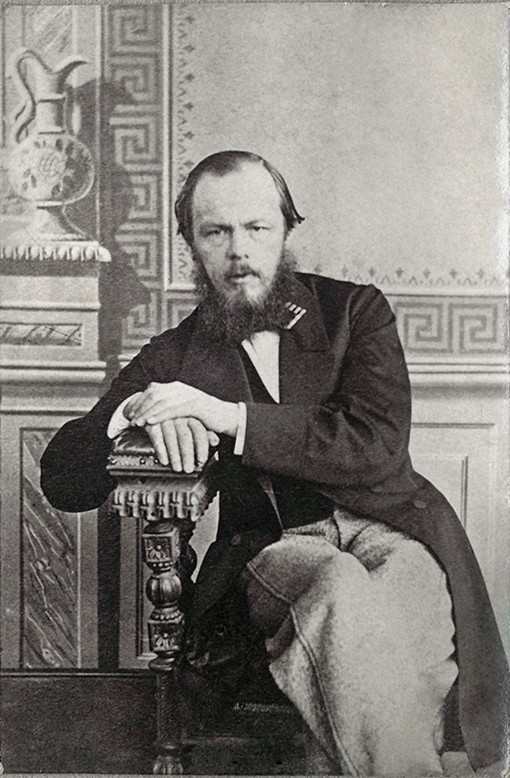
Fiódor Dostoyevski en 1863

En 1861, asistió a las clases de Fiódor Dostoyevski, ya un escritor de renombre, cuyas conferencias eran muy populares entre los jóvenes. En ese momento, Dostoyevski tenía 40 años y ella 21. Su hija, Liubov Dostoyévskaya (que nació varios años después, mucho después de que el romance hubiera terminado) opinó que Súslova «se movía alrededor de Dostoyevski y trataba de complacerlo por todos los medios, pero Dostoyevski no se daba cuenta. Entonces ella le escribió una carta de amor». Otra versión es que Súslova le llevó sus escritos a Dostoyevski y le pidió consejo. Estos era malos, pero el escritor se sintió atraído por la hermosa joven y le prometió enseñarle a escribir. Otra explicación es que Dostoyevski había leído la historia de Súslova, le había gustado y quería conocer a la autora.
La relación fue difícil y dolorosa para ambas partes, pero sobre todo para Dostoyevski. Estaba agotado por el trabajo, su mala salud y las crecientes dificultades económicas. Súslova era imperiosa, manipuladora, celosa, y constantemente le exigía que se divorciara de su «esposa tísica» María Dmítrievna Isáieva. El escritor señaló más tarde que era «una mujer egoísta y enferma», cuyo «egoísmo y autoestima eran colosales» y que no toleraba ninguna imperfección en los demás. Después de la muerte de María en 1865, le propuso matrimonio, pero ella lo rechazó. Su relación continuó algunos años más con tensión, incertidumbre y, sobre todo para el autor, dolor. Probablemente, Polina fue la mujer que más dolor causó a Dostoievski, aunque también fue quien le dejó una huella más profunda.
A diferencia de Anna Dostoyévskaya, su segunda esposa, Polina Súslova leía poco sus libros, no respetaba su obra y lo consideraba un simple admirador y el rico mundo interior del escritor no significaba nada para ella. Dostoyevski le escribió una vez: «Querida mía, no te invito a un momento de felicidad barata...». Después de su ruptura, quemó los documentos comprometedores, incluidas las cartas. En 1867, se casó con Anna Snitkina.
Los críticos literarios la consideran el prototipo de varios personajes femeninos de las novelas de Dostoyevski, como Polina en El jugador, Nastasia Filípovna en El idiota, Katerina «Dana» Ivánovna Marmeládova en Crimen y castigo, Lizaveta «Liza» Nikolaevna en Los demonios, y tanto Katerina como Grushenka en Los hermanos Karamazov.

### Matrimonio y muerte
Vasili Rózanov conoció a Súslova cuando era un estudiante y ella ya tenía más de treinta años. Se enamoró de ella a primera vista. Rózanov la conocía porque había sido la amante de Dostoyevski, lo que fue suficiente para despertar su interés, ya que este era el escritor al que más admiraba. Rózanov sólo hizo una breve anotación en su diario: «Encuentro con Apolinaria Prokófievna Súslova. Mi amor por ella. Súslova me ama y yo la amo mucho. Es la mujer más maravillosa que he conocido». Antes de casarse tuvieron una relación que duró tres años y se casaron en noviembre de 1880. Ella tenía 40 años en ese momento y él 24.
Se separaron en 1886. Su vida en común fue una tortura especialmente para su esposo, como lo demuestra su correspondencia personal. Súslova hacía escenas públicas de celos y coqueteó con sus amigos al mismo tiempo. La hija de Rózanov, Tatiana, escribió en sus memorias: «Súslova se burlaba de él, diciendo que lo que estaba escribiendo eran solo libros estúpidos, lo insultó y finalmente lo dejó». Rompió con su marido dos veces, pero él siempre la perdonaba y la rogaba que regresara a casa. Después de que finalmente se separaron, Rózanov admitió: «Había algo brillante (en su temperamento) que me hizo amarla ciegamente y tímidamente a pesar de todo el sufrimiento». Después de que Rózanov conoció a su futura esposa, Varvara, Polina se negó a divorciarse de él durante 20 años.
Desde principios del siglo XX, Polina vivió sola en Sebastopol. Murió en 1918 a la edad de 78 años.